# Мюррей Вокер
Грем Мюррей Вокер (англ. Graeme Murray Walker; 10 жовтня 1923, Гол-Ґрін, Бірмінгем, Англія — 13 березня 2021) — англійський журналіст і телекоментатор. Найбільш відомий як коментатор гонок «Формули-1». Більшу частину своєї кар'єри пропрацював на телеканалі Бі-бі-сі, але коли той втратив контракт на трансляції гонок, який перейшов до компанії «ITV», Вокер продовжив свою коментаторську діяльність на іншому каналі.